# Truebella
Genre
Truebella est un genre d'amphibiens de la famille des Bufonidae.

## Répartition
Les deux espèces de ce genre sont endémiques du Pérou. Elles se rencontrent dans la région d'Ayacucho et la région de Junín.

## Liste des espèces
Selon Amphibian Species of the World (16 avril 2013) :
- Truebella skoptes Graybeal & Cannatella, 1995
- Truebella tothastes Graybeal & Cannatella, 1995

## Étymologie
Ce genre est nommé en l'honneur de Linda Trueb.

## Publication originale
- Graybeal & Cannatella, 1995 : A New Taxon of Bufonidae from Peru, with Descriptions of Two New Species and a Review of the Phylogenetic Status of Supraspecific Bufonid Taxa. Herpetologica, vol. 51, no 2, p. 105-131.